# UGent Racing
UGent Racing (afkorting:UGR) is een Formula Student-team dat is verbonden aan de Universiteit Gent. Het team is opgericht in oktober 2020 als multidisciplinair project door vier studenten vanuit de studentenverenigingen CenEka en PKarus (Yarne De Munck, Costas Barrientos Rojas, Zeno Zobel en Mauro Daese). Omdat het onderwijs door de coronamaatregelen werd beperkt, wilde men zelf een zinvolle en praktische invulling geven aan het studiejaar door het opstarten van een bouwproject. Studenten burgerlijk ingenieur werken samen met onder andere studenten economie aan een elektrische, zelfrijdende racewagen die deel kan nemen aan de internationale Formula Student-competities.
In januari 2021 kwamen de ontwerpen van het eerste prototype en in de zomer van dat jaar werd de eerste racewagen opgeleverd.

## Doelstelling
Het hoofddoel van UGent Racing is het ontwerpen, bouwen en testen van een elektrische racewagen gedurende het academiejaar om tijdens de zomermaanden deel te nemen aan de Formula Student competities. Naast het deelnemen aan de wedstrijden, zet UGent Racing in op het promoten van STEM-richtingen bij ondervertegenwoordigde groepen binnen ingenieursopleidingen. Dit doet ze door middel van het organiseren van workshops op allerlei evenementen.

## Racewagens

### Eerste generatie: Theseus (2021)
De eerste racewagen heet Theseus en is ontworpen als prototype. De wagen heeft een beperkte snelheid van 30km/uur, al zou dat theoretisch hoger kunnen zijn.

### Tweede generatie: Myrtilus (2022)
De tweede generatie wagen heet Myrtilus en is ontworpen als competitieve wagen. De wagen behaalt snelheden tot 130 km/uur en kan deelnemen aan internationale wedstrijden.

### Naamgeving
De benaming van de racewagens is gelinkt aan namen uit de oudheid. In navolging van de benoeming van de platformen aan de Universiteit Gent (waaronder het voormalige Minerva, Centauro, Plato, Athena) en gelijkaardig aan de benaming van de oprichtende verenigingen, is ervoor gekozen om deze trend verder te zetten.